# Schwedische Badmintonmeisterschaft 1950
Die Schwedische Badmintonmeisterschaft 1950 fand in Malmö statt. Es war die 14. Austragung der nationalen Titelkämpfe im Badminton in Schweden.	

## Titelträger
| Disziplin    | Sieger                                         |
| ------------ | ---------------------------------------------- |
| Herreneinzel | Inge Blomberg MAI                              |
| Dameneinzel  | Amy Pettersson MAI                             |
| Herrendoppel | Nils Jonson Olle Wahlberg AIK                  |
| Damendoppel  | Thyra Hedvall Carin Ternström SBK Fjäderbollen |
| Mixed        | Knut Malmgren Elsy Killick MAI                 |